# Вулиця Новосонячна (Тернопіль)
Вулиця Новосонячна — вулиця в житловому масиві «Східний» міста Тернополя. 

## Відомості
Розпочинається від вулиці Антона Манастирського, пролягає на північ, перетинаючись з вулицями Андрія Малишка та Сонячною до вулиці Глибокої, де і закінчується. На вулиці розташовані переважно приватні будинки. З заходу примикають провулок Дівочий та вулиця Довбуша.

## Транспорт
Рух вулицею — двосторонній, дорожнє покриття — асфальт. Громадський транспорт по вулиці не курсує, найближчі зупинки знаходяться на вулицях Вулиця Андрія Малишка та Вулиця Антона Манастирського.